# Pueblo Mountain Park
Le Pueblo Mountain Park est un parc américain dans le comté de Pueblo, au Colorado. Agrémenté de bâtiments construits dans le style Pueblo Revival, il est inscrit au Registre national des lieux historiques depuis le 6 décembre 1994.